# Tanyptera (Mesodictenidia) stackelbergiana
Tanyptera (Mesodictenidia) stackelbergiana is een tweevleugelige uit de familie langpootmuggen (Tipulidae). De soort komt voor in het Palearctisch gebied.